# 梅本吉彦
梅本 吉彦（うめもと よしひこ、1940年 - ）は、日本の法学者。専門は、民事訴訟法・倒産法・法情報学・知的財産権。専修大学名誉教授。日本民事訴訟法学会理事、法とコンピュータ学会理事、日本公証法学会理事。弁護士（山嵜正俊法律事務所）。

## 略歴

### 学歴
- 1961年 - 法政大学法学部入学
- 1965年 - 法政大学大学院入学
- 1973年 - 法政大学大学院社会科学研究科私法学専攻博士課程単位取得

### 職歴
- 1974年 - 法政大学法学部非常勤講師（1983年まで）
- 1975年 - 大東文化大学法学部専任講師
- 1979年 - 専修大法学部助教授
- 1984年 - 専修大法学部教授
- 2003年 - 弁護士登録（第二東京弁護士会）
- 2011年3月 - 専修大学定年退職
- 2011年4月 - 専修大学名誉教授[1]

その他の役職
- 特許庁工業所有権研修所（現・独立行政法人工業所有権情報・研修館）講師
- 国税庁税務大学校講師（本科及び実査官研修講師）
- 2003年 - 財団法人知的財産研究所（特許庁委託）大学における知的財産権研究プロジェクトに係る大学選定・支援事業に関する委員会委員長
- 2003年 - 財団法人大学基準協会加盟判定専門分科会委員
- 2004年 - 財団法人大学基準協会相互評価専門分科会法学系主査
- 2005年 - 財団法人大学基準協会相互評価専門分科会現代法学系主査
- 虎ノ門法律実務研究会（第二東京弁護士会研修認定団体）副会長
- 日本大学法学部講師
- 東京理科大学大学院イノベーション研究科客員教授[1]

## 著書
- 『銀行法務の基礎―あなたの疑問が氷解する105項』（近代セール社、1976年）
- 『情報社会と情報倫理』（丸善、2002年）
- 『考える民事訴訟法―最新判例を中心にして（第3版）』（弘文堂、2004年）
- 『民事訴訟法（第4版）』（信山社、2009年、初版2002年）

## 論文
- 「インターネット時代と新たな紛争処理システム－特に知的財産権紛争を中心として－」『民事訴訟法理論の新たな構築・上巻（新堂幸司先生古稀祝賀）』（有斐閣、2002年）
- 「知的財産紛争の迅速かつ実効性ある解決に向けたADRの整備に関する調査研究報告書」（財団法人知的財産研究所、2001年）